# Giuseppe D'Agata
Giuseppe D'Agata (Bologna, 11 gennaio 1927 – Bologna, 29 marzo 2011) è stato uno scrittore, sceneggiatore e partigiano italiano.
Ha raccontato la Resistenza in più opere, fra le quali I ragazzi del coprifuoco. Alcuni suoi romanzi, da Il dottore a I passi sulla testa, sono stati particolarmente valutati dalla critica per il valore di ricerca e di sperimentalità; altri si sono rivolti al grande pubblico, come Il ritorno dei Templari. Fu autore anche di sceneggiature cinematografiche e televisive, così come alcune sue opere sono state tradotte in film e sceneggiati televisivi di enorme successo, come Il medico della mutua, Il segno del comando e L'esercito di Scipione.
Ha diretto la rivista L'orto e si è occupato a lungo di arte contemporanea, curando rubriche di critica su alcuni quotidiani. Ha vissuto molti anni a Roma, dove il suo impegno di scrittore si è unito al lavoro di dirigente RAI.

## Biografia
Figlio di una coppia di molisani di Guglionesi (Campobasso) trasferiti a Bologna, dove il padre era tipografo, a quindici anni, grazie a due libri vinti dal padre in una lotteria rionale, uno dei quali era Conversazione in Sicilia di Elio Vittorini, scoprì che esisteva una letteratura contemporanea oltre gli autori del canone scolastico, come D'Annunzio, Carducci e Pascoli. Nel 1943 conseguì il diploma di computista commerciale e l'anno seguente, a diciassette anni, entrò nella brigata partigiana Matteotti SAP, aderendo al Partito Socialista (allora PSIUP). Dopo la guerra riprese gli studi: studiò musica e suonò come batterista in un'orchestra presso un circolo studentesco, attività che esercitò professionalmente per due anni. Nel 1947 scrisse i primi racconti, di derivazione vittoriniana, che considerò esperimenti non degni di pubblicazione. Ebbe una breve esperienza, nel 1949, anche come pittore nello stile metafisico.
Nel 1952 fondò, con altri giovani bolognesi, la rivista letteraria Stile; nel 1953 inviò un suo nuovo romanzo a Vittorini, ma rifiutò le proposte di modifica, lasciandolo inedito. Si laureò in medicina nel 1955 e iniziò a esercitare la professione. Continuò a scrivere e il suo racconto Il tesoro di Sant'Adamo vinse il Premio Pozzale Luigi Russo. Il romanzo breve Bix e Bessie, storia di giovani che scoprono l'antifascismo tramite la musica jazz, fu inviato a Romano Bilenchi per la pubblicazione in una collana di Sansoni che non vide mai la luce. Nel 1958 iniziò a scrivere il romanzo L'esercito di Scipione che, pubblicato due anni dopo presso l'editore Galileo di Bologna, vinse un premio minore al premio Viareggio. Un anno dopo, nel 1961, fu la volta de Il circolo OTES, un "congegno narrativo", un esperimento metaletterario che precedette le opere neoavanguardiste, ma che non fu accettato dagli editori.
Tenne una rubrica di critica d'arte figurativa su un quotidiano. Nel 1963 iniziò l'attività di sceneggiatore per Radio Rai, adattando vari racconti, realizzando una versione di Il Gattopardo in sei puntate e scrivendo due radiodrammi originali: Un conto da saldare e Il venditore C/E 402, che fu trasmesso anche da radio estere. Nel 1964 pubblicò per Feltrinelli Il medico della mutua, romanzo satirico sulla professione medica che ottenne un clamoroso successo e suscitò accese polemiche. Nello stesso anno lasciò la libera professione e divenne medico scolastico comunale a Bologna. Un anno dopo vinse il premio XX della Resistenza con il romanzo inedito Bix e Bessie, ribattezzato La cornetta d'argento. Nel 1966 uscì per Feltrinelli Il circolo OTES. Nel 1967 lasciò la medicina e si trasferì a Roma per meglio seguire i suoi interessi nello spettacolo radiotelevisivo e cinematografico; due anni dopo fu eletto segretario del Sindacato nazionale scrittori, di cui fu presidente, in seguito, per vent'anni.
Nel 1971 pubblicò presso Bompiani Primo il corpo, metafora su arte e scienza con protagonisti Leonardo da Vinci e François Villon. La RAI mandò in onda lo sceneggiato Il segno del comando, scritto da D'Agata con Flaminio Bollini, che riscosse un successo enorme. Un anno dopo il settimanale Aut pubblicò a puntate un romanzo di fantapolitica in forma di reportage di un giornalista americano che segue le vicende di un ipotetico golpe in Italia. Questo romanzo venne poi pubblicato da Bompiani nel 1973 con il titolo Quattro impiccati in piazza del Popolo. Nel 1976 fu la volta di Il dottore, romanzo su un progetto di attentato contro Benito Mussolini nel 1940.
Nel 2010 iniziò a ideare un progetto in collaborazione con una piccola emittente radiofonica di Bologna con l'autore Marco Diaz. Purtroppo il lavoro si interruppe bruscamente con l'aggravio della malattia.

## Opere
- L'esercito di Scipione. Il romanzo dell'8 settembre, Editrice Galileo, 1960; Bompiani 1972, Tascabili Bompiani 1977.
- Il medico della mutua, Feltrinelli, 1964; Bompiani, 1973.
- Il Circolo Otes, congegno narrativo, Feltrinelli, 1966.
- Primo il corpo, Bompiani, 1971.
- Quattro impiccati in Piazza del Popolo, Bompiani, 1973.
- La cornetta d'argento, Bompiani, 1973.
- Il dottore, Bompiani, 1976.
- Personaggi, Cappelli, 1977.
- Mother Rita, Cappelli, 1978.
- I giorni della speranza, Cappelli, 1978.
- America oh key, Bompiani, 1984.
- Il segno del comando, Rusconi Editore, 1987.
- Memow, Rusconi Editore, 1987.
- Il ritorno dei Templari, Newton & Compton, 1997.
- I ragazzi del coprifuoco, Dario Flaccovio Editore, 2005.
- I passi sulla testa, Bompiani, 2007.

## Filmografia
- Il medico della mutua, regia di Luigi Zampa (1968)
- Vergogna schifosi, regia di Mauro Severino (1969)
- Il segno del comando, regia di Daniele D'Anza (1971)
- Il generale dorme in piedi, regia di Francesco Massaro (1972)
- Una pistola nel cassetto, regia di Gianni Bongioanni (1974)
- L'esercito di Scipione, regia di Giuliana Berlinguer (1977)
- Travolto dagli affetti familiari, regia di Mauro Severino (1978)
- Poco a poco, regia di Alberto Sironi (1980)
- Il segno del comando, regia di Giulio Questi (1992)

## Radiodrammi
D'Agata ha adattato per la radio, tra gli altri, racconti di Michail Michajlovič Zoščenko, Carlo Collodi, Antonio Fogazzaro, Robert Louis Stevenson, Luigi Capuana e Il Gattopardo di Giuseppe Tomasi di Lampedusa. Ha scritto due radiodrammi originali: Un conto da saldare e Il venditore C/E 402.

## Teatro
- La bocca del lupo, adattamento di Arnaldo Bagnasco, Lucia Bruni e Giuseppe D'Agata dell'omonimo romanzo di Remigio Zena (pseudonimo di Gaspare Invrea)